# L'Héritier (roman Dune)
L'Héritier (titre original : The Heir of Caladan) est un roman publié en 2022 et rédigé par Brian Herbert et Kevin J. Anderson qui s’intègre dans l’univers de Dune de Frank Herbert. Il s'agit du troisième tome d'une série appelée Chroniques de Caladan.